# Lovečská oblast
Lovečská oblast je jedna z oblastí Bulharska. Leží na centrálním severu země, v Předbalkánu a na severním úbočí Staré planiny; jejím hlavním městem je Loveč.

## Obštiny
Oblast se administrativně dělí na 8 obštin.

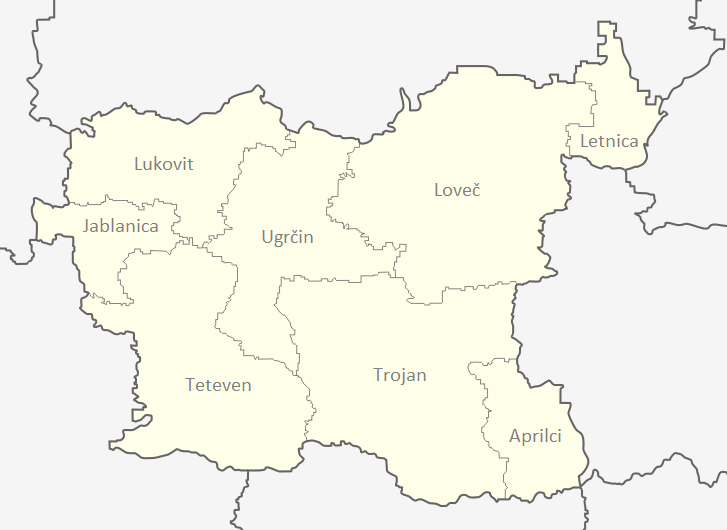
Lovečská oblast

| Obština - Aprilci - Jablanica - Letnica - Loveč - Lukovit - Teteven - Trojan - Ugărčin | Sídlo - Aprilci - Jablanica - Letnica - Loveč - Lukovit - Teteven - Trojan - Ugărčin |

## Města
Správním střediskem oblasti je Loveč. Kromě sídelních měst jednotlivých obštin se zde žádná další města nenacházejí.

## Obyvatelstvo
V oblasti žije 132 264 obyvatel a je zde trvale hlášeno 140 115 obyvatel. Podle sčítáni 7. září 2021 bylo národnostní složení následující:
- Bulhaři: 103 484 (88.6 %)
- Romové: 6 999 (6.0 %)
- Turci: 5 367 (4.6 %)
- ostatní: 937 (0.8 %)